# Krytonosek ubogi
Krytonosek ubogi (Scytalopus sanctaemartae) – gatunek małego ptaka z rodziny krytonosowatych (Rhinocryptidae). Występuje endemicznie w północnej Kolumbii. W Czerwonej księdze gatunków zagrożonych IUCN klasyfikowany jest jako gatunek bliski zagrożenia (NT, ang. Near Threatened).

## Systematyka
Gatunek ten po raz pierwszy zgodnie z zasadami nazewnictwa binominalnego opisał amerykański ornitolog Frank Michler Chapman w 1915 roku na łamach „The Auk”. Autor nadał mu nazwę Scytalopus sanctæ-martæ, a jako miejsce typowe podał Valparaiso w Sierra Nevada de Santa Marta w Kolumbii. Jest to gatunek monotypowy

### Etymologia
- Scytalopus: gr. σκυταλη skutalē lub σκυταλον skutalon „kij, pałka”; πους pous, ποδος podos „stopa”[8].
- sanctaemartae: od Sierra Nevada de Santa Marta[9].

## Morfologia
Mały ptak o czarnym dziobie. Nogi i stopy blade w kolorze rogu lub ciemnobrązowe. Tęczówki ciemnobrązowe. Występuje niewielki dymorfizm płciowy. Samiec jest głównie szary. Szczyt głowy nieco ciemniejszy z białą plamką na środku, czasami na karku występuje brązowa plamka. Zad płowy z czarną pręgą, pokrywy ogonowe z mniej wyraźną pręgą. Skrzydła szare, lotki z rudymi i płowożółtymi obrzeżami. Ogon ciemnobrązowy. Podgardle, gardło i pierś szare, barwa coraz jaśniejsza na brzuchu i prawie biaława na środku brzucha, boki i pokrywy podogonowe rdzawe z czarnymi pręgami. Samice są bardziej brązowawe, lotki są bardziej brązowawe. Długość ciała około 11 cm.

## Zasięg występowania
Krytonosek ubogi występuje tylko na niewielkim obszarze w górach Sierra Nevada de Santa Marta. Zasięg występowania (EOO, Extent of Occurrence) według szacunków organizacji BirdLife International obejmuje około 4776 km², występuje prawdopodobnie w nie więcej niż 100 lokalizacjach, w zakresie wysokości od 900 do 1700 m n.p.m.

## Ekologia i zachowanie
Jego głównym habitatem są wąwozy i zarośla w gęstym lesie wilgotnym. Brak informacji o diecie tego gatunku. Długość pokolenia jest określona na 3,08 lat.

### Rozmnażanie
Prawie nic nie wiadomo o rozmnażaniu tego gatunku. Młodocianego osobnika znaleziono w lipcu.

## Status
W Czerwonej księdze gatunków zagrożonych IUCN krytonosek ubogi jest uznawany za gatunek bliski zagrożenia (NT, ang. Near Threatened). Wielkość populacji została oszacowana na 22 tys. dorosłych osobników na podstawie szacunków dla analogicznych gatunków o podobnych wymaganiach jak krytonosek kolumbijski (Scytalopus stilesi) i krytonosek ekwadorski (Scytalopus robbinsi). Trend populacji jest określony jako spadkowy z powodu zmniejszania się i degradacji naturalnego habitatu.